# Modèle de Salop
Le modèle de Salop de la route circulaire est, avec le modèle de Hotelling de la route rectiligne, l'un des modèles les plus connus de concurrence spatiale. Dans les deux cas, le modèle est aussi utilisé pour décrire la position des biens dans l’espace des produits. C’est d’ailleurs l’interprétation principale donnée par Salop de son modèle de route circulaire. Les n entreprises sont les n marques de produits. Ce modèle est aussi un exemple d’oligopole avec différenciation des produits.

## Description

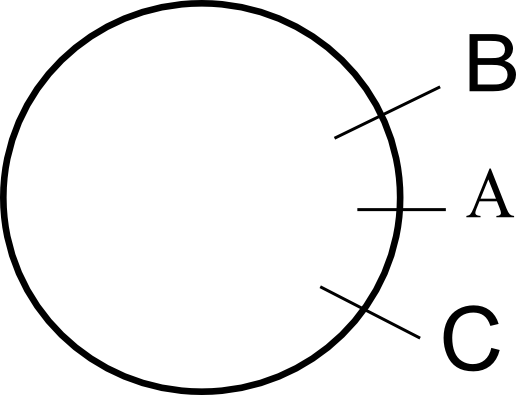
La route circulaire

Salop prend le cas d’une route circulaire de longueur L. Il y n magasins distribués de manière régulière le long de la route. La distance entre un magasin et ses voisins est donc de L/n.
Le bien vendu est homogène et le prix de revient est de c par unité. Les consommateurs sont distribués uniformément le long de la route à raison d’un consommateur par mètre. Chaque consommateur achète une unité du bien. Son choix du magasin dépend du prix de vente et du coût de transport qui est de t par mètre. Il s’agit donc d’un cas d’oligopole avec biens différenciés car les frais de transport rendent les biens différents.
Prenons le cas de l’entreprise A (voir graphique). Ses concurrents sont l’entreprise B à sa droite et l’entreprise C à sa gauche. Si les prix étaient les mêmes, A aurait la moitié des consommateurs qui se trouvent entre A et B et la moitié de ceux qui se trouvent entre A et C. Dans le cas général, la répartition des consommateurs dépendra des prix fixés par les magasins.
Soit x la distance entre A et un consommateur qui se trouve entre A et B. Le consommateur est indifférent entre aller chez A ou chez B lorsque :
{\displaystyle p+tx={\bar {p}}+t({\frac {L}{n}}-x)}
où {\displaystyle p} est le prix pratiqué par l’entreprise représentative A, {\displaystyle {\bar {p}}} celui des autres entreprises (B dans ce cas) et {\displaystyle \vert p-{\bar {p}}\vert \leq t{\frac {L}{n}}}. On obtient :
{\displaystyle x={\frac {1}{2t}}[{\bar {p}}-p+{\frac {tL}{n}}]}
Les clients de l’entreprise représentative viennent de droite et de gauche. La demande sera 2x et le profit :
{\displaystyle \Pi ={\frac {1}{t}}[{\bar {p}}-p+{\frac {tL}{n}}](p-c)}
Le magasin fixe le prix qui maximise son profit. La condition de premier ordre est :
{\displaystyle {\frac {\partial \Pi }{\partial p}}={\frac {1}{t}}({\bar {p}}-p)+{\frac {L}{n}}-{\frac {1}{t}}(p-c)=0}
Tous les magasins ont les mêmes coûts et les mêmes demandes. Les prix seront alors les mêmes. En appliquant cette condition à l’équilibre de Nash, on obtient :
{\displaystyle {\bar {p}}=c+{\frac {tL}{n}}}
Une hausse des coûts de transport ou une baisse du nombre d’entreprises conduit à une hausse du prix d’équilibre.
Le nombre d’entreprises à long terme dépend du montant des coûts fixes ({\displaystyle c_{o}}). À long terme le profit est nul :
{\displaystyle \Pi ={\frac {tL^{2}}{n^{2}}}-c_{o}=0}
et alors le nombre d’entreprises sera :
{\displaystyle n=L{\sqrt {\frac {t}{c_{o}}}}}
Les coûts fixes limitent le nombre d’entreprises. Il y aura plus de coiffeurs que de dentistes. Par contre, plus les coûts de transports augmentent, plus il y aura de magasins.
Le prix à long terme sera :
{\displaystyle {\bar {p}}=c+{\sqrt {tc_{o}}}}
Une hausse de coûts de transport ou des coûts fixes conduisent à une hausse du prix à long terme.

## Nombre optimal d’entreprises
Supposons que l’on cherche le nombre d’entreprises qui minimise le coût des produits pour les consommateurs. Le coût de transport des consommateurs qui vont dans le même magasin est, lorsque les prix sont les mêmes (équilibre de Nash) :
{\displaystyle 2\int _{o}^{L/2n}xdx={\frac {L^{2}}{4n^{2}}}}
Le coût total pour tous les clients des n entreprises sera alors :
{\displaystyle n[c_{o}+c{\frac {L}{n}}+{\frac {tL^{2}}{4n^{2}}}]}
Le coût minimum est obtenu lorsque :
{\displaystyle n={\frac {L}{2}}{\sqrt {\frac {t}{c_{o}}}}}
C’est la moitié du nombre d’entreprises à long terme en cas d’oligopole. Selon le critère du coût total, il y a alors trop d’entreprises ou trop de produits.